# Probabilità di falso allarme sonar e distanza dal bersaglio

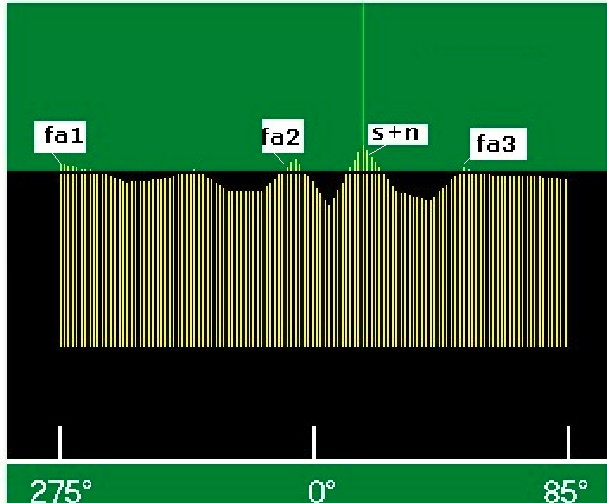
Presentazione video del sonar Fa1; Fa2; Fa3 = Falsi allarmi - S+n = segnale e disturbo

Con la dizione probabilità di falso allarme sonar e distanza dal bersaglio s'intende individuare un'area di studio che mostri come la probabilità di avere numerosi falsi allarmi, Fa1, Fa2, Fa3 ..., nella ricerca sonar di un bersaglio attivo s'incrementi con l'aumento della distanza del bersaglio stesso.
L'area di studio è imperniata su di un processo matematico che consente di valutare le incertezze della localizzazione in dipendenza dell'allontanamento del bersaglio da un punto a distanza stabilita.

## Calcolo della probabilità di falso allarme Pfa. = f ( R )
Generalmente la percentuale di probabilità di falso allarme in un sonar, nel contesto del calcolo della portata, viene considerata come un valore unico assunto nelle computazioni in base alle necessità operative del momento.
Lo studio della variazione della percentuale di probabilità di falso allarme, in funzione della distanza del bersaglio vede, in vece, come varia tale percentuale secondo la relazione implicita: {\displaystyle Pfa.=f(R)}.

### Dati di base
Il calcolo inizia con la determinazione di una portata di scoperta di riferimento  per sistemi di sonar in correlazione; questa sarà la base di partenza di tutti gli sviluppi successivi che impiegano le funzioni sotto indicate, ciascuna con il proprio grafico ,necessario per la soluzione del problema stesso:
-{\displaystyle d=f(Pfa.)}: parametro probabilistico (curve ROC), con {\displaystyle Priv.=costante} (Funzione A)
-{\displaystyle DT=f(d)}: differenziale di riconoscimento (Funzione B)
-{\displaystyle R=f(DT)} : distanza del bersaglio (Funzione C)
dalle quali, infine, ricavare la funzione che risolve il problema posto:
{\displaystyle Pfa.=f(R)}: probabilità di falso allarme in funzione della distanza R (Funzione risolutiva)

#### Portata di scoperta di riferimento
Per risolvere il problema posto i computi iniziano con la determinazione della portata di scoperta  di riferimento, {\displaystyle Rf}:
Nel caso di sonar passivo, con propagazione sferica, secondo le equazioni:
{\displaystyle {\begin{cases}TL=60+20\cdot \log _{10}{R}+\alpha \cdot R\\TL=SL+DI-NL-DT+10\cdot \log _{10}{BW}\end{cases}}}
La soluzione grafica del sistema trascendente si ottiene assumendo, ad esempio, le variabili:
-{\displaystyle SL=140\ dB/\mu Pa/Hz}
-{\displaystyle NL=58\ dB/\mu Pa/Hz}
-{\displaystyle \alpha =0.1\ dB/km}
-{\displaystyle DI=10\ dB}
-{\displaystyle DT=27.2\ dB}
-{\displaystyle BW=2250\ Hz}
-{\displaystyle RC=0.1\ s}
-{\displaystyle d=28\ (Priv.=60\%;Pfa.=0.0001\%)}
La soluzione in base alle variabili assunte è mostrata in figura :
in cui:

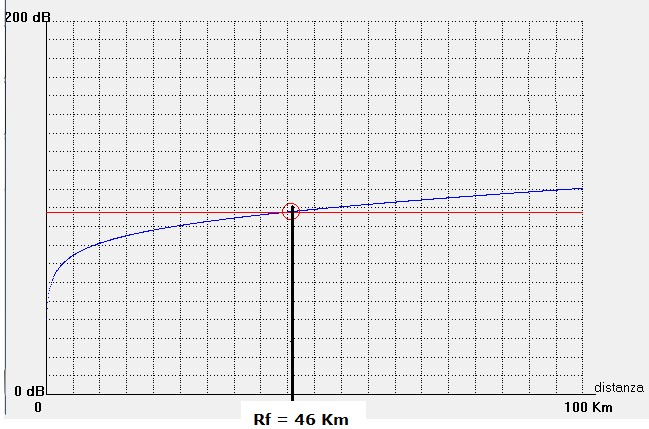
Soluzione grafica sistema trascendente

-la retta rossa rappresenta la prima equazione del sistema
-la curva blu rappresenta la seconda equazione del sistema
-l'ascissa del loro punto d'intersezione indica la portata calcolata:
{\displaystyle Rf=46\ km}
Da questa distanza di riferimento si considera l'allontanamento del bersaglio e il conseguente aumento della probabilità di falsi allarmi  {\displaystyle Pfa=f(R)} con la probabilità di rivelazione costante {\displaystyle Priv=60\%}.

### Procedura per il calcolo delle funzioni

#### Funzione A: d = f (Pfa.)

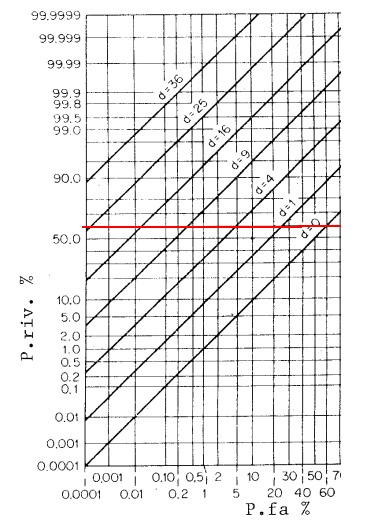
Porzione di curve ROC,  retta rossa per Priv = 60 %
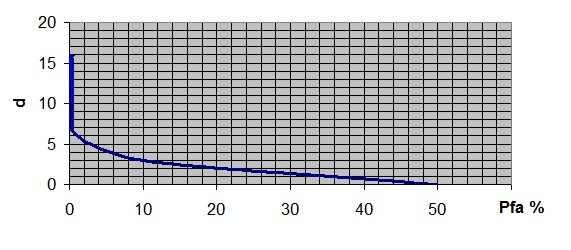
d = f( Pfa.) per Priv = 60 % costante

La funzione {\displaystyle d=f(Pfa.)}  per {\displaystyle Priv=60}% costante, dipendente dalle curve ROC, è calcolata per valori discreti impiegando una porzione di dette curve riportate nella figura di sinistra dalla quale si rilevano le coppie {\displaystyle d\ e\ f(Pfa.)} che generano la curva a punti {\displaystyle d=f(Pfa.)}riportata nella figura di destra.

#### Funzione B: DT = f(d)
La funzione {\displaystyle DT=f(d)}, per {\displaystyle Priv.=60}% costante,  dipendente dalla curva {\displaystyle d=f(Pfa.)}, è tracciata secondo l'equazione :
{\displaystyle DT=5\cdot log_{10}{[(BW\cdot d)/(2\cdot RC)]}} 
nella quale le variabili sono le stesse impiegate nella seconda sottosezione per il calcolo di {\displaystyle Rf};

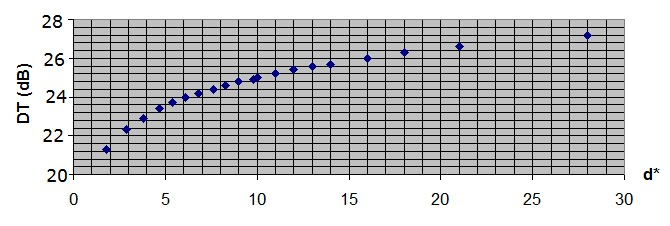
DT = f(d)

la funzione è mostrata in figura

#### Funzione C: R = f(DT)

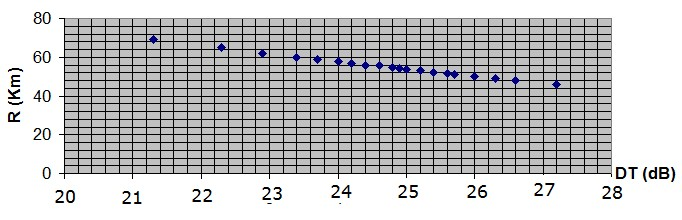
R = f(DT)

La funzione trascendente  {\displaystyle R=f(DT)} per {\displaystyle Priv=60}% costante. si computa secondo l'algoritmo seguente::
{\displaystyle 60+20\cdot \log _{10}{R}+\alpha \cdot R=SL+DI-NL-DT+10\cdot \log _{10}{BW}}
dipende dalla curva {\displaystyle DT=f(d)} precedentemente tracciata.
In figura l'andamento di {\displaystyle R}  in funzione di {\displaystyle DT} dove le variabili sono le stesse impiegate per il calcolo di {\displaystyle Rf}

### Funzione risolutiva: Pfa. = f(R)
Con il calcolo per coppie di punti della funzione {\displaystyle Pfa.=f(R)}, per {\displaystyle Priv=60}% costante, si ottiene la soluzione del problema posto.

#### Calcolo della prima coppia di punti
I punti di {\displaystyle Pfa.=f(R)} seguono le corrispondenze dei punti delle tre curve precedenti secondo la successione numerica nelle uguaglianze:
Assunto ad esempio {\displaystyle Pfa.=1\%}
-da {\displaystyle d=f(Pfa.)} si ha la coppia:
{\displaystyle Pfa.=1\%}; {\displaystyle d=6}
-da {\displaystyle DT=f(d)} si ha la coppia:
{\displaystyle d=6} ; {\displaystyle DT=\ 24\ dB}
-da {\displaystyle R=f(DT)} si ha la coppia:
{\displaystyle DT=24\ dB} ; {\displaystyle R=65\ km}
-di conseguenza varrà la coppia {\displaystyle Pfa.=f(R)} :
{\displaystyle Pfa.=1\%}; {\displaystyle R=65\ km}

#### Calcolo dell'insieme delle coppie di punti
Seguendo la procedura della sezione precedente per tutti i punti di {\displaystyle Pfa} si determinano le coppie che generano la curva di figura:

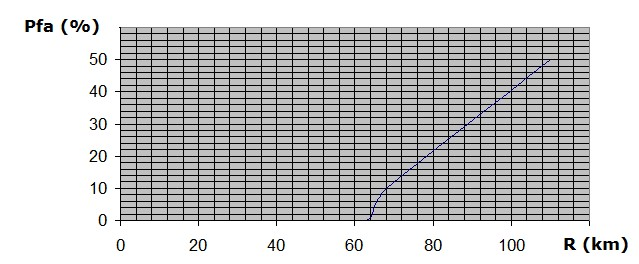
Pfa. = f(R)

La curva mostra l'incremento della probabilità di falso allarme {\displaystyle Pfa} , per {\displaystyle Priv.=60}% costante,   con l'aumentare della distanza {\displaystyle R}; da {\displaystyle Rf=46\ km} di riferimento, con {\displaystyle Pfa=.1\%} a {\displaystyle R=110\ km} con {\displaystyle Pfa=50\%.}